# Søren Lund

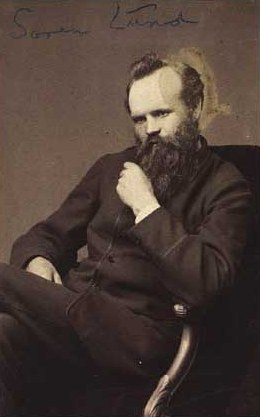
Søren Lund por J.A. Braae

Søren Jørgensen Lund (12 de diciembre de 1852 en Horne, cerca de Faaborg - 13 de febrero de 1933 en Frederiksberg) fue un pintor danés.

## Trayectoria

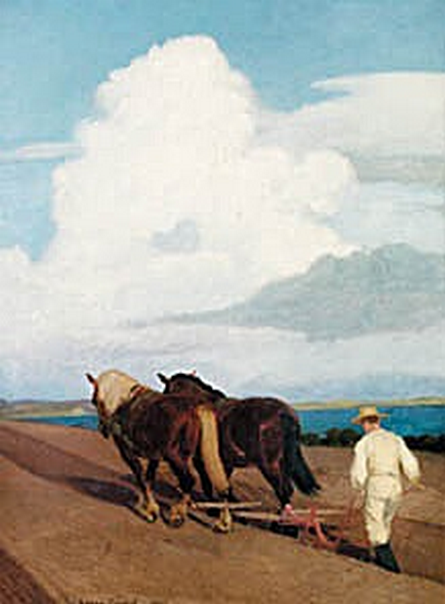
Søren Lund, På Marken en septiembre de 1901

Lund estudió pintura con Syrak Hansen, más tarde se graduó en la Escuela de la Sociedad Técnica de Copenhague, también asistió a la Academia de Bellas Artes, donde se perfecionó con Jørgen Roed en el periodo 1874-1882, aunque con algunas interrupciones. También asistió a la escuela de pintura de Laurits Tuxen en el invierno de los años 1882-83.
Søren Lund fue ante todo un pintor de animales y paisajista. Personalmente, Lund estaba próximo al grupo de los pintores de Fionia, pero su forma de expresión estaba lejos de la de ellos.
Está enterrado en Vestre Kirkegård.